# 非等位基因
非等位基因（Nonallelic gene）是出现在基因组不同位置上的同一基因的两份（或多份）拷贝。（等位基因则是出现在同源染色体的相同位置上、来自不同亲本的同一基因的拷贝。）例如，红花基因C和高茎基因D。
非等位基因可分为：异位显性基因、互补基因、累加基因、背景基因型、微效多基因、抑制基因、调节基因、修饰基因、调节基因等。